# Seemabaddha
Seemabaddha (Company Limited) è un film del 1971 diretto da Satyajit Ray.